# Prix Vergílio Ferreira
Le Prix Vergílio Ferreira a été créé en 1997 par l'Université d'Évora pour rendre hommage au grand écrivain qui lui a donné son nom, mais aussi pour consacrer l’œuvre littéraire d'un auteur de langue portugaise de romans ou d'essais. 

## Liste chronologique des récipiendaires
- 1997 - Maria Velho da Costa
- 1998 - Maria Judite de Carvalho à titre posthume
- 1999 - Mia Couto
- 2000 - Almeida Faria
- 2001 - Eduardo Lourenço
- 2002 - Óscar Lopes
- 2003 - Vítor Aguiar e Silva
- 2004 - Agustina Bessa-Luís
- 2005 - Manuel Gusmão
- 2006 - Fernando Guimarães
- 2007 - Vasco Graça Moura
- 2008 - Mário Cláudio
- 2009 - Mário de Carvalho
- 2010 - Luísa Dacosta
- 2011 - Maria Alzira Seixo
- 2012 - José Gil[1]
- 2013 - Hélia Correia
- 2014 - Ofélia Paiva Monteiro